# الغازات السامة في الحرب العالمية الأولى

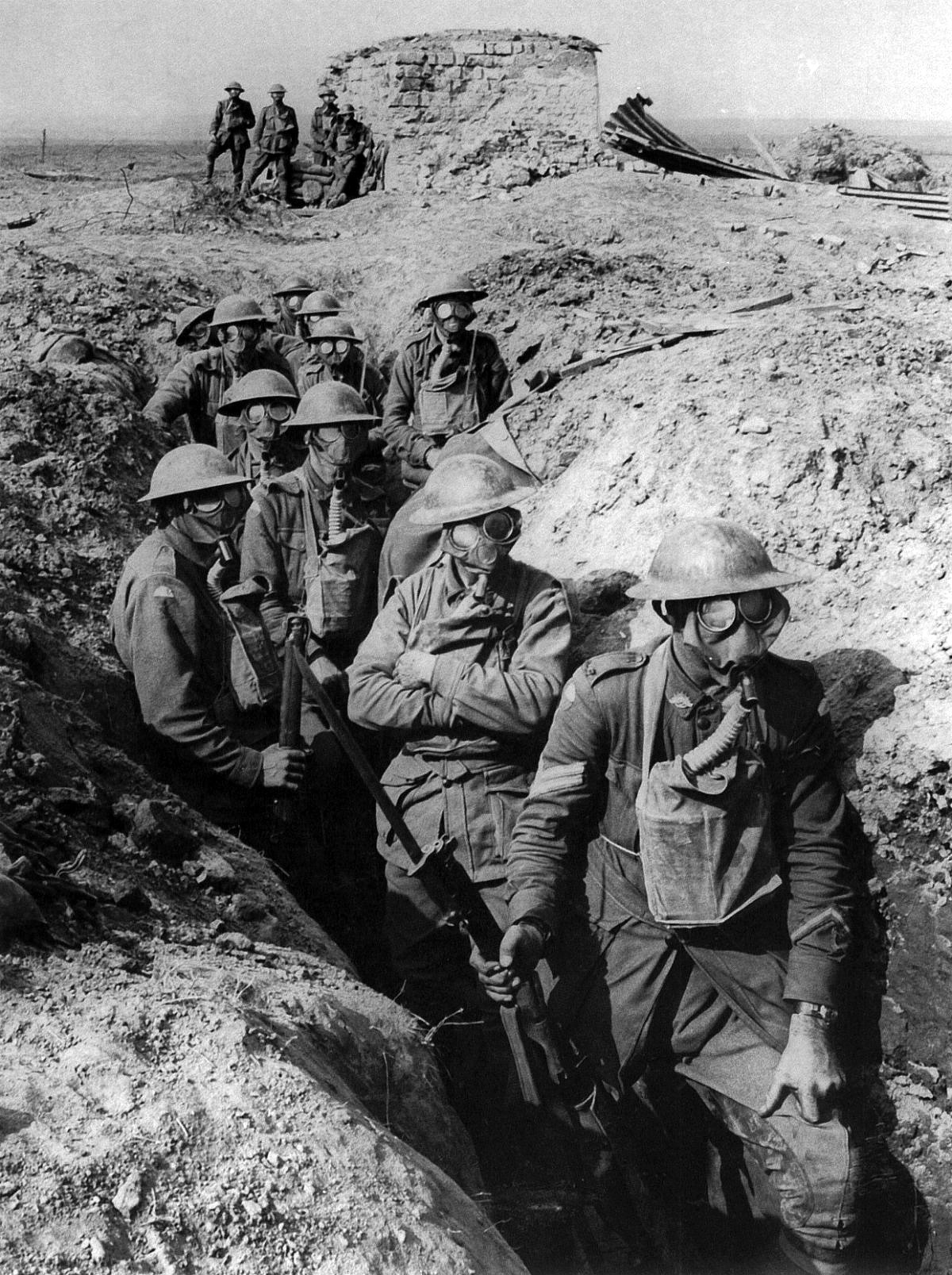
.

عرفت الغازات السامة قبل وقت طويل من الحرب العالمية الأولى , ولكن الضباط والقادة العسكريون كانوا مترددين في استعمال الغازات السامة في الحروب والصراعات أو بمعنى أصح استعمال الغازات كسلاح يعتبر غير حضاريا، وكان الجيش الفرنسي أول من تبنى هذه الفكرة القائمة على قذف الغازات على الأعداء باستعمال الغاز المسيل للدموع الذي استخدم ضد الألمان .
في أكتوبر عام 1914 بدأ الجيش الألماني استعمال قذائف متشظية بكرات تعامل كيميائيا بمواد مهيجة وتطلق هذه القذائف على الأعداء، واستعمل الجيش الألماني اسطوانات غاز الكلوراين في أبريل عام 1915 في يبرس ضد الجيش الفرنسي حيث يعمل غاز الكلوراين على تدمير الجهاز التنفسي للخصم والذي يقود إلى موت بطئ خنقا ( الموت الأسود ) .
و كان من المهم بدرجة عالية استعمال الغاز في ظروف جوية مناسبة قبل البدء بهجوم الغاز السام . ومن الأمثلة على ذلك حين بدأ البريطانيون هجوم الغاز السام في الخامس والعشرين من سبتمبر عام 1915 , فبعد نشر الغاز أمام الجنود البريطانيين ليتمكن الجيش البريطاني من السيطرة على خنادق العدو بسرعة قبل أن يحصنها العدو مرة أخرى، بعد ذلك هبت رياح أرجعت الغاز إلى الجنود البريطانيين .
و تم حل هذه المشكلة عام 1916 حينما استخدمت القذائف التي تحمل الغاز السام، فأعطى ذلك للجيوش أفضلية القصف البعيد والمدى الطويل بالإضافة إلى حماية جنودهم من أي تغير في الجو قد يقلب الطاولة رأسا على عقب .
و بعد الهجوم الألماني الأول بغاز الكلوراين، قدم الحلفاء لقواتهم أقنعة من القطن تقيهم من الغاز والغريب أن هذه الأقنعة القطنية كان يتم نقعها في البول ! حيث وجد أن الأمونيا تعمل على تحييد الغاز، وفضل بعض الجنود استعمال المناديل بدلا من هذه الأقنعة واستعمل بعضهم الجوارب، حيث يتم نقعها في بيكربونات الصودا وتربط حول الفم والأنف حتى يمر الغاز ويرحل عن المنطقة، ولم يتم توفير أقنعة متخصصة بإيقاف ومنع الغاز من الدخول إلى الجسم إلا في يوليو سنة 1915 .
و يوجد جانب سلبي واحد للغاز السام ( الكلوراين ) وهو أن المستنشق فيعطس مخرجا الغاز فور دخوله إلى الجسم، وعرف الفريقان أن غاز الفوسجين هو الغاز الأكثر قوة من غاز الكلوراين، حيث كمية ضئيلة من الغاز قادرة على جعله لا يقاتل أبدا وقادرة على قتله بعد 48 ساعة من الهجوم الغازي، واستعملت الجيوش المتقدمة خليط من غاز الكلوراين والفوسجين وسموه باسم النجم الأبيض ( White Star ) .
غاز الخردل ( Yperite ) : كان أول ما استعمل من الطرف الألماني في سبتمبر سنة 1917 , الغاز الأكثر فتكا من بين كل الغازات الأخرى الذي كان عديم الرائحة ويأخذ مفعوله بعد 12 يوم من دخوله جسم الإنسان . استعمل هذا الغاز مع القذائف بكمية صغيرة ذات تأثير كبير، وكان غاز الخردل يبقى في التربة لمدة عدة أسابيع .
و استعمل أيضا غاز البروماين وغاز الكلوروبكرين .
و يوجد إحصائيات تتحدث عن استعمال الألمان 68000 طن من الغازات السامة ضد قوات الحلفاء، الذي كان أكثر من الفرنسيين ( 36000 طن ) وأكثر من البريطانيين ( 25000 طن ) .
بلغ عدد قتلى الغازات 91198 و1.2 مليون نزيل للمستشفى، حيث عانى الجيش الروسي أكثر من باقي الجيوش في عدد قتلى هجومات الغاز الذي بلغ 56000 قتيل روسي .

## قتلى هجومات الغاز السام 1914-1918

### العسكريون
| البلد                   | غير القاتلة | الموتى ( القاتلة ) | المجموع |
| ----------------------- | ----------- | ------------------ | ------- |
| الامبراطورية البريطانية | 180597      | 8109               | 188706  |
| فرنسا                   | 182000      | 8000               | 190000  |
| الولايات المتحدة        | 71345       | 1462               | 72807   |
| إيطاليا                 | 55373       | 4627               | 60000   |
| روسيا                   | 419340      | 56000              | 475340  |
| ألمانيا                 | 191000      | 9000               | 200000  |
| النمسا-هنغاريا          | 97000       | 3000               | 100000  |
| أخرى                    | 9000        | 1000               | 10000   |
| المجموع                 | 1205655     | 91198              | 1296853 |

### أدولف هتلر
من أكثر الضحايا ملاحظة هو أدولف هتلر، حيث أصيب بالغاز وحصل له عمى مؤقت عندما كان يسعف في مستشفى في ويرفك، ولذلك هو رفض أن يأذن باستعمال الغاز، وخشي من مقابلة الأذى بالأذى خلال الحرب العالمية الثانية، ولكن استعملت الغازات السامة مثل كربومنكسيد وزايكلون بي في معسكرات الإبادة .

### القتلى المدنيون
كان المدنيون يتعرضون لهذه الغازات السامة، حيث كان من الممكن أن تنقل بالرياح إلى البلدات القريبة من خط الجبهة، وبسبب عدم وجود أنظمة للإنذار من هذه الغازات القادمة في الرياح، ولم يمكن للمدنيين استعمال أقنعة الغاز، وبلغ عدد القتلى المدنيين حوالي 5200 رسميا، ولكن هو أكبر من ذلك .

## التأثير على الحرب العالمية الثانية
في بروتوكول جنيف الذي يتكلم عن استخدام الغازات السامة في الحروب، في مؤتمر جنيف الثالث , الموقع سنة 1925 , اتفقت الدول والأمم الموقعة على عدم استعمال الغازات السامة في الحروب .
و لكن لم يتم الالتزام بذلك من بعض الأطراف، وتم تعليم الأطفال في المدارس كيفية لبس الأقنعة التي تحفظهم من تأثير الغازات السام وغيرها، وكمثال , استخدمت إيطاليا الغاز ضد الامبراطورية الإثيوبية سنة 1935 و1936 , واستخدمته أيضا امبراطورية اليابان ضد الصين سنة 1941 , وطورت ألمانيا النازية غازات مثل تابون وسارين وسومان خلال الحرب، واستخدمت غاز زايكلون بي في معسكرات الإبادة النازية، على الرغم أن ألمانيا ودول الحلفاء لم تستعملها في ميدان المعركة، إلا أنه يذكر أن الولايات المتحدة ناقشت استعمال الغاز ضد اليابان أثناء التخطيط لاحتلال اليابان.

## قراءات متقدمة
- Foulkes, Charles Howard (2001) [First published Blackwood & Sons, 1934]. "Gas!" The Story of the Special Brigade. Published by Naval & Military P.. ISBN 1-84342-088-0.